# Jucu
Jucu é uma comuna romena localizada no distrito de Cluj, na região histórica da Transilvânia. A comuna possui uma área de 85.13 km² e sua população era de 4133 habitantes segundo o censo de 2007.